# Trancoso (Portugal)
Trancoso is een stadje en gemeente in het Portugese district Guarda.
De gemeente heeft een totale oppervlakte van 362 km² en telde 10.889 inwoners in 2001.
Het stadje telt ongeveer 3500 inwoners.

## Geschiedenis
Koning Alfonso I van Portugal veroverde de plaats in 1160 op de moslims van Al-Andalus. In het kasteel van Trancoso, thans een ruïne, huwde Dionysius van Portugal op 24 juni 1282 Elisabeth van Portugal.

## Bezienswaardigheden
- Kasteel van Trancoso (oudste datering uit 960).

## Kernen
De volgende freguesias liggen in gemeente Trancoso:

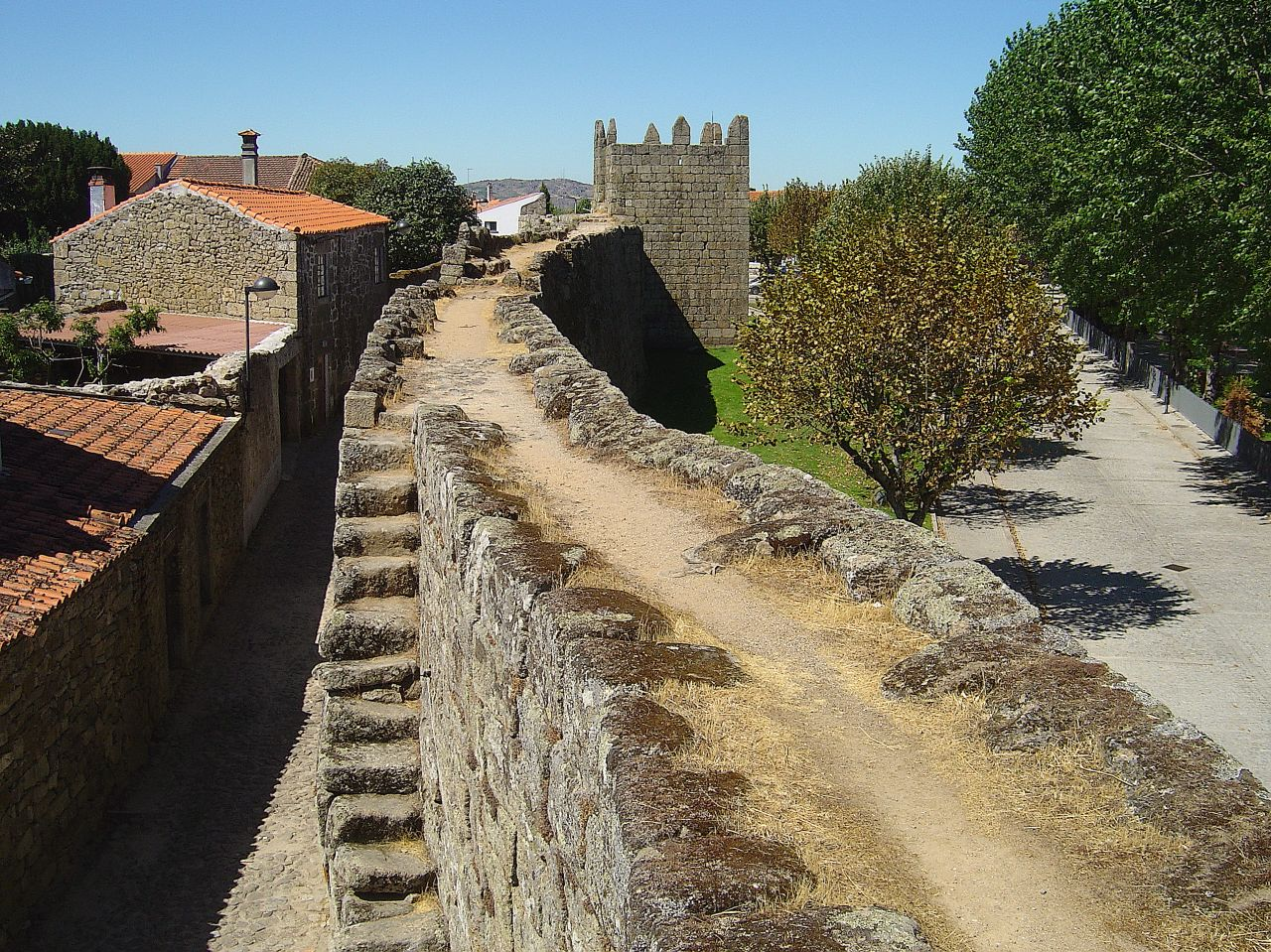
Kasteelmuur

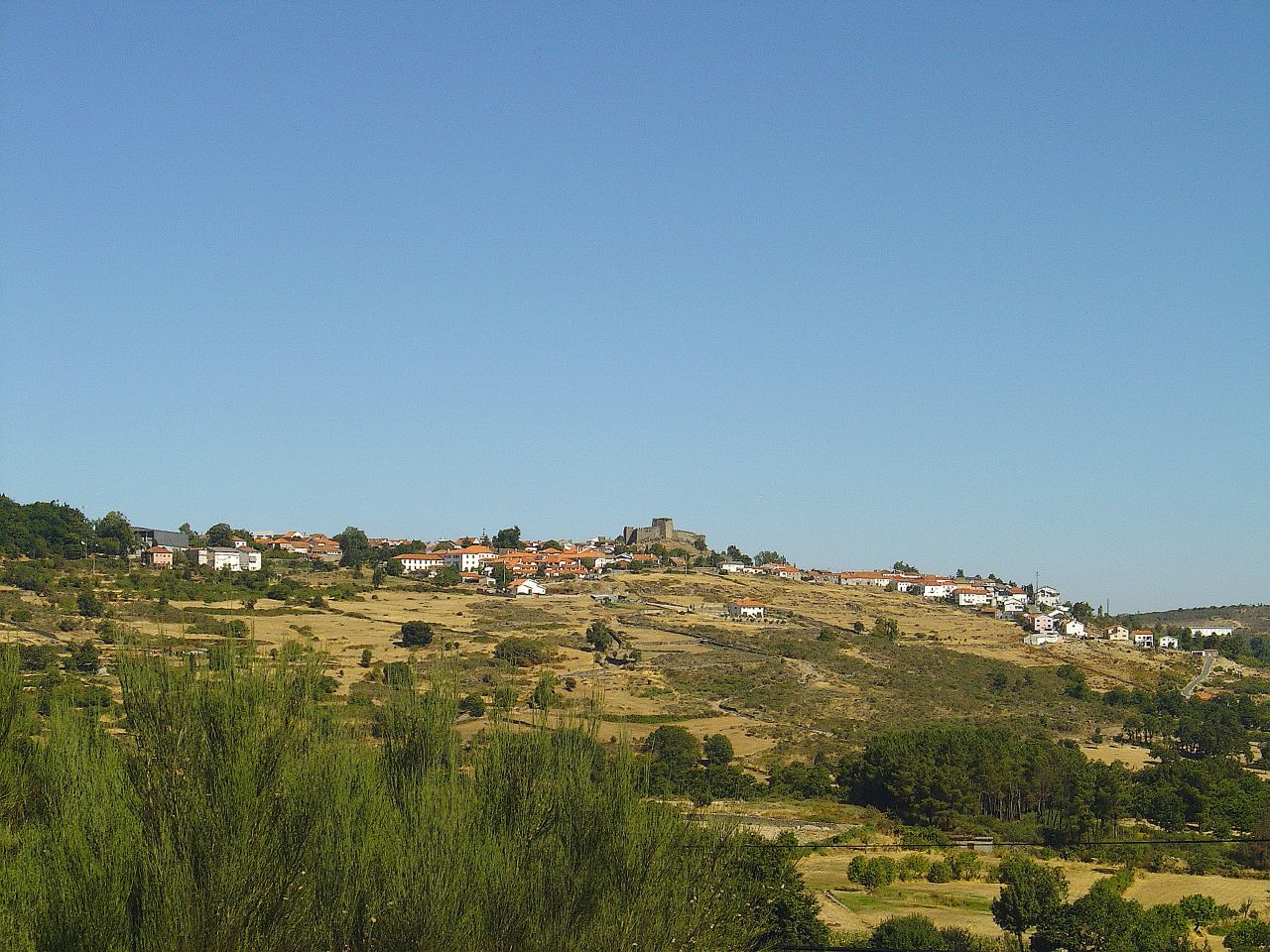
Trancoso

- Aldeia Nova
- Carnicães
- Castanheira
- Cogula
- Cótimos
- Feital
- Fiães
- Freches
- Granja
- Guilheiro
- Moimentinha
- Moreira de Rei
- Palhais
- Póvoa do Concelho
- Reboleiro
- Rio de Mel
- São Pedro (Trancoso)
- Santa Maria (Trancoso)
- Sebadelhe da Serra
- Souto Maior
- Tamanhos
- Terrenho
- Torre do Terrenho
- Torres
- Valdujo
- Vale do Seixo
- Vila Franca das Naves
- Vila Garcia
- Vilares